# Шуранова Антоніна Миколаївна
Антоніна Миколаївна Шуранова (30 квітня 1936, Севастополь, Кримська Автономна РСР — 5 лютого 2003, Санкт-Петербург, Росія) — радянська та російська акторка. Народна артистка РРФСР (1980).

## Ранні роки
Мати Антоніни була з Москви. Батько був військовим і відповідно комуністом. Тому за призначенням опинився у місті Севастополь, де 30 квітня 1936 народилася Антоніна. Бабця дуже хотіла похрестити першу онуку, але батько комуніст був категорично проти. Бабця таємно загорнула Антоніну у ковдру і тихо вивезла її у місто Балаклава, де й охрестила. Батько помер напередодні війни 1941—1945 рр. Мати вимушено перебралась на житло у Ленінград, де мешкала її рідна сестра. У 1941 р. розпочалася війна і їх евакуювали. Наново родина перебралася у Ленінград після знятої блокади.

## Акторська діяльність

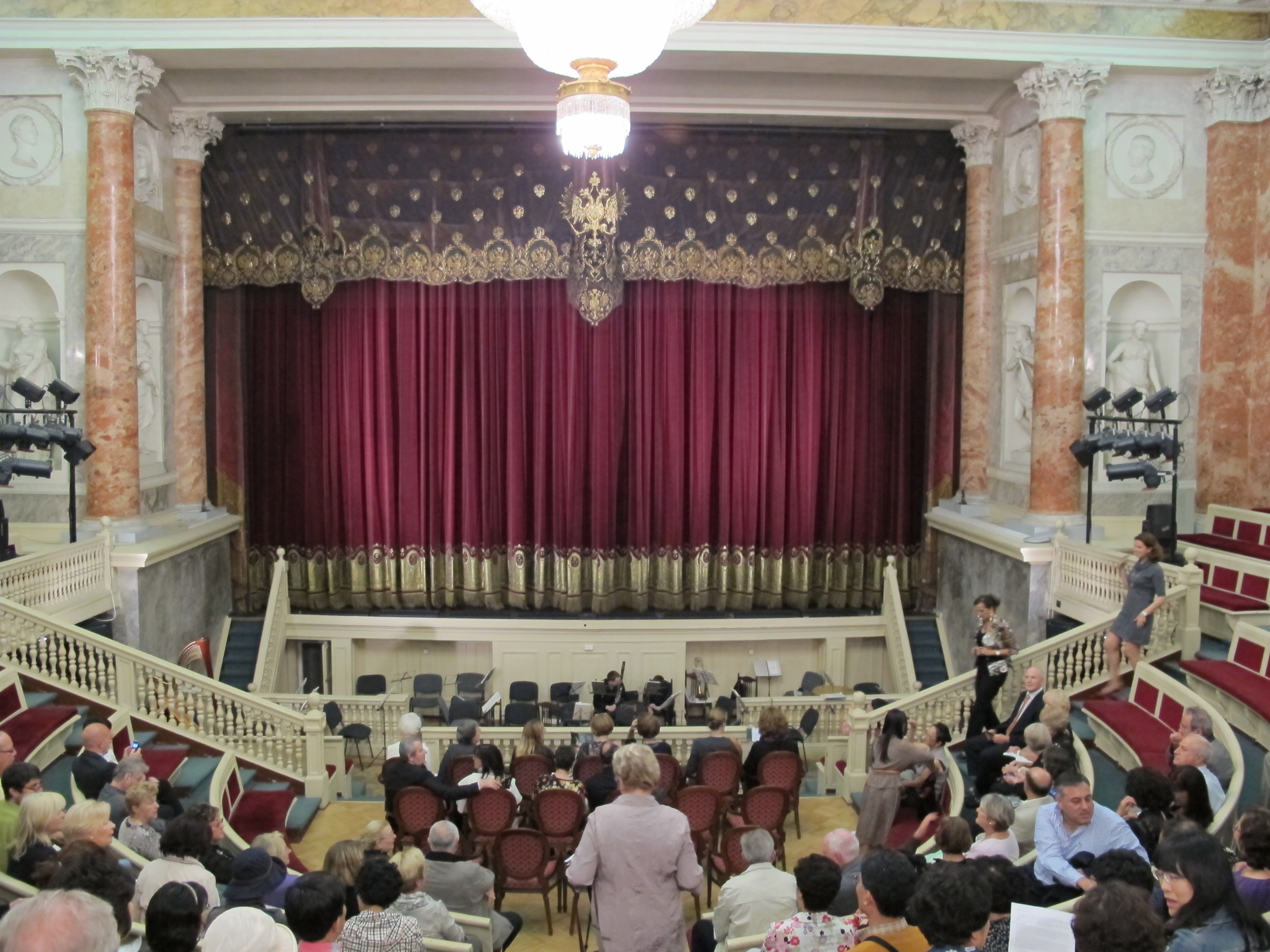
Ермітажний театр, фото 2011 р.

Антоніна Шуранова акінчила технікум зеленого будівництва. Три роки працювала садівницею у Виборзькому районі міста, бо треба було допомагати матері (в родині ще були дві молодші сестри). У вільний час ходила до музею Ермітаж на мистецтвознавчі лекції. За власним зізнанням, кохалася у класичному мистецтві і мріяла стати мистецтвознавицею. В тодішньму музеї зберігли колишній припалацовий театр, що використовували для комуністичних зібрань, лекцій, урочистостей. Лише іноді згадували про первісне призначення споруди і віддавали сцену під вистави. Саме в Ермітажному театрі молода Антоніна Шуранова зіграла уривок з класичної вистави "Дівчина з глеком" іспанського драматурга Лопе де Вега.
Спробувала вступити у Ленінградський театральний інститут імені Островського і відразу була прийнята. Пізніше розповідала, що спочатку не могла повірити у власне везіння. До інституту призвичаїлася лише на останньому курсі.Тоді ж, студенткою, вперше одружилася. Інститут закінчила у 1962 р.
На останному курсі інституту отримала запрошення на проби ролі княжни Мар'ї Болконської, в Москві якраз планували екранізувати «Війну і мир» Лева Толстого. Шуранова не прагнула зніматись у кіно, тому до запрошення поставилася байдуже. Шуранова вважала Мар'ю Толстого надно непривабливою і плаксивою. Не дуже хотіла і їхати у Москву. Але кіношники почали бомбардувати деканат театрального інституту запрошеннями і на студентку натисли («Ну хоча би Москву побачиш»), і вона поїхала.
Проби на роль Мар'ї тривали довго, йшов прискіпливий відбір претенденток. Лише на останньому етапі відбору у Шуранової прокинувся спортивний азарт і вона почала боротьбу за роль. На цьому етапі познайомилася з відомим московським актором Анатолієм Кторовим. Він був затверджений на роль батька Мар'ї. Шуранова мало знала власного батька, тому для молодої акторки були важливими стосунки з кінематографічним батьком і досвідченим актором, його підтримка. По виході фільму «Війна і мир» у прокат СРСР більшість акторів прокинулися новими зірками, серед них і Антоніна Шуранова.

Вдруге зіркова роль наздогнала Шуранову у 1977 році, коли вона втілила вдову Войніцеву, володарку гинучого маєтку, жінки, що втрачає останнє кохання разом з усім (Незакінчена п'єса для механічного піаніно).

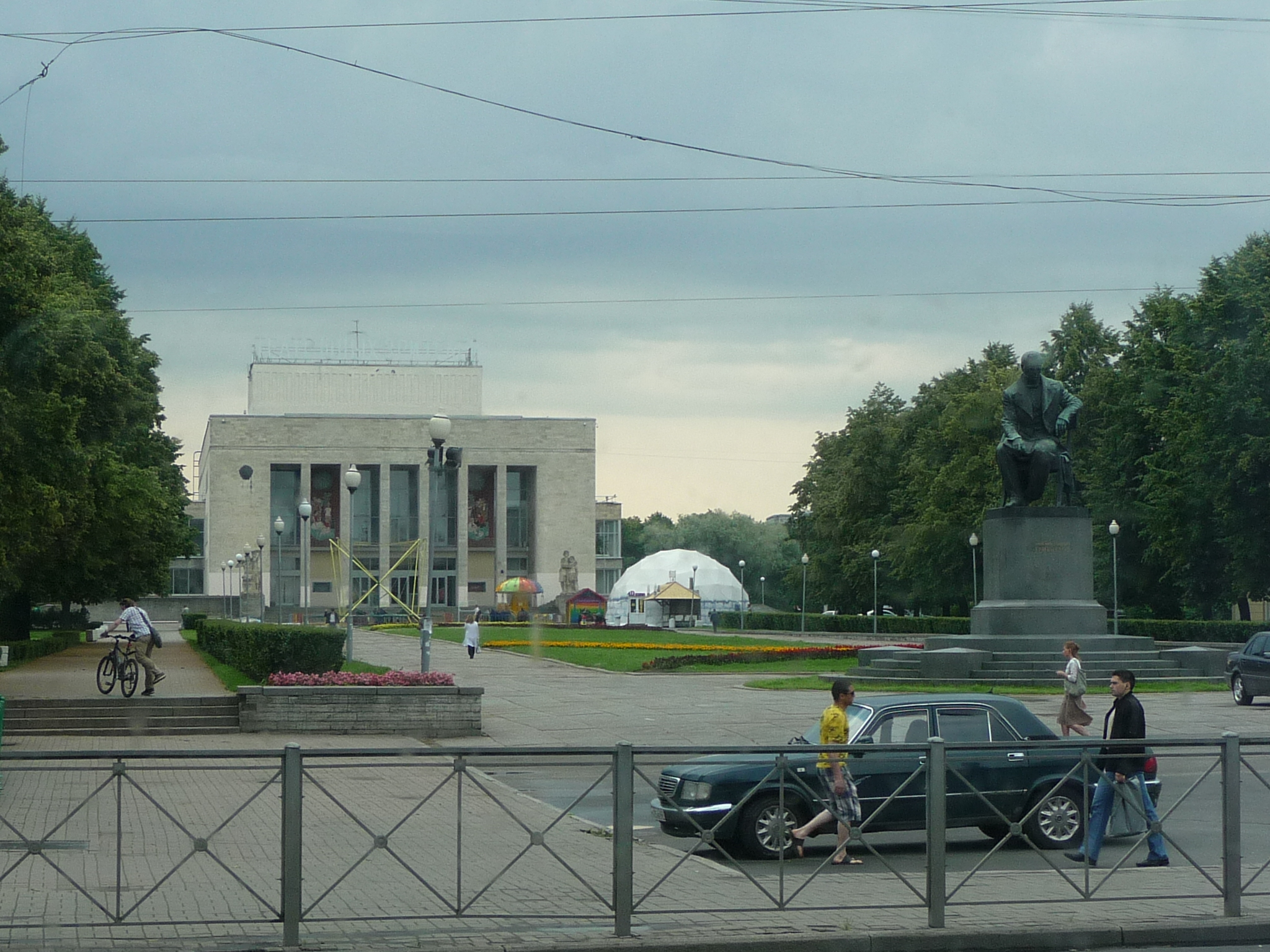
Ленінградський ТЮГ імені Брянцева, фото 2009 року

Після закінчення інституту отримала запрошення до Ленінградського Театру юного глядача. Запрошення Шуранову не дуже приваблювало, адже вона готувала себе до дорослих ролей, а тут дитячий театр. Вона тоді не знала, що за задумом театрального режисера дитячий театр буде реалізовувати як дитячі, юнацькі вистави, так і цілком дорослі. Корогодський ставитиме на сцені навіть п'єси Шекспіра, де гратиме і Олександр Хочинський. Хочинський грав Гамлета, а Шуранова королеву Гертруду, його матір.
Шуранова і Хочинський були знайомі 14 років, підтримували дружні стосунки родинами. Вони поєдналися лише 1976 року.
Останні 8 років життя працювала в Театрі сатири (Петербург, Василівський острів).
Померла від ускладнень раку. Похована в одній могилі з Олександром Хочинським.

## Фільмографія
- «Кюхля», 1964
- «Війна і мир», 1967
- «На шляху в Берлін», 1969
- «Крок з даху», 1970
- «Чайковський», 1970
- «Справи сердечні», 1973
- «Зірка привабливого щастя», 1975
- «Довіра», 1975
- «Незакінчена п'єса для механічного піаніно», 1977
- «Суворе чоловіче життя», 1977
- «Інженер Графтіо», 1979
- «З тих пір, як ми разом», 1982
- «Товариш Іннокентій», 1981
- «По коням!», 1984
- «Клуб жінок», 1987
- «Всі когось люблять…», 1988
- «Історія хвороби», 1990
- «Зимова вишня 3», 1995
- «Бандитський Петербург», фільм 1, 2000